# تپه قره گوز ۲
تپه قره گوز ۲ مربوط به دوره نوسنگی - مس وسنگ - عصر برنز II -هزاره ۱ قبل از میلاد است و در شهرستان بوکان، بخش مرکزی، دهستان ایل تیمور، روستای قره گوز واقع شده و این اثر در تاریخ ۷ اسفند ۱۳۸۵ با شمارهٔ ثبت ۱۷۷۷۲ به‌عنوان یکی از آثار ملی ایران به ثبت رسیده است.